# Wincenty Fryszczyn
Wincenty Fryszczyn (ur. 30 marca 1904 w Kołomyi, zm. w kwietniu 1940 we Charkowie) – polski lekkoatleta, specjalista skoku wzwyż, rekordzista Polski, instruktor sportowy, kapitan artylerii Wojska Polskiego, ofiara zbrodni katyńskiej.

## Życiorys
Był synem Juliusza i Wilhelminy z domu Knitell. Zdał egzamin maturalny w Gimnazjum Realnym w Czerniowcach.
Był zawodnikiem Polonii Warszawa (1924–1929). Był wicemistrzem Polski w skoku wzwyż w 1925, 1928 i 1929 oraz brązowym medalistą w sztafecie 4 × 100 m i dziesięcioboju w 1928. 30 maja 1926 w Poznaniu ustanowił rekord Polski w skoku wzwyż rezultatem 1,80 m. W latach 1927–1929 wystąpił w pięciu meczach reprezentacji Polski (siedem startów), bez zwycięstw indywidualnych.
Rekordy życiowe:
- skok wzwyż – 1,80 m (15 maja 1926, Poznań)
- skok o tyczce – 3,30 m (1 lipca 1928, Warszawa)
- skok w dal – 6,71 m (11 sierpnia 1929, Poznań)

Od 1923 służył w Wojsku Polskim. Ukończył Szkołę Podoficerską 23 pułku artylerii polowej, Szkołę Podchorążych Piechoty w Warszawie i Oficerską Szkołę Artylerii w Toruniu w 1926. Został awansowany do stopnia podporucznika artylerii ze starszeństwem z dniem 15 sierpnia 1926. Został przydzielony do 24 pułku artylerii polowej w Jarosławiu. W jednostce był referentem sportowym od 1926. Był absolwentem Centralnej Wyższej Szkoły Gimnastyki i Sportu w Poznaniu (1928) oraz kursów szermierki (1929) i narciarstwa (1935). W 1927 brał udział w przygotowaniach olimpijskich w Centralnym Instytucie Wychowania Fizycznego (CIFW). Od 1930 do 1934 był instruktorem wychowania fizycznego w Szkole Podchorążych Artylerii. Został awansowany do stopnia porucznika artylerii ze starszeństwem z dniem 15 sierpnia 1928. W 1932 był w kadrze Centrum Wyszkolenia Artylerii w Toruniu. Od 1935 był oficerem 12 pułku artylerii lekkiej ze Złoczowa, w którym był dowódcą 7 baterii, następnie 5 baterii. W 1939 w stopniu kapitana był adiutantem tej jednostki.
Po wybuchu II wojny światowej w okresie kampanii wrześniowej pozostawał w powyższej funkcji. Po agresji ZSRR na Polskę z 17 września 1939 w nieznanych okolicznościach wzięty do niewoli sowieckiej i przewieziony do obozu w Starobielsku. Wiosną 1940 został zamordowany przez funkcjonariuszy NKWD w Charkowie i pogrzebany potajemnie w bezimiennej mogile zbiorowej w Piatichatkach, gdzie od 17 czerwca 2000 mieści się oficjalnie Cmentarz Ofiar Totalitaryzmu w Charkowie. Figuruje na Liście Starobielskiej NKWD, pod poz. 3448.

## Upamiętnienie
5 października 2007 minister obrony narodowej Aleksander Szczygło mianował go pośmiertnie na stopień majora. Awans został ogłoszony 9 listopada 2007 w Warszawie, w trakcie uroczystości „Katyń Pamiętamy – Uczcijmy Pamięć Bohaterów”.